# القوة الغاشمة
القوة الغاشمة (بالإنجليزية: Brute Force) كذلك يعرف بعنوان الإنسان البدائي (بالإنجليزية: Primitive Man) هو فيلم قصير صامت درامي صدر سنة 1914. أخرجه ديفيد غريفيث وبطولة الممثلين روبرت هارون وماي مارش.
تم تصوير الفيلم في تشاتسوورث بارك ، تشاتسوورث، لوس أنجلوس، كاليفورنيا. يتحدث الفيلم عن قصة رجال الكهوف والديناصورات، وربما كان أول فيلم حي عن الديناصورات. كما كان الفيلم تكملة لفيلم جريفيث السابق «تكوين الإنسان» لسنة 1912.